# Барка (Майа)
Барка (порт. Barca) — район (фрегезия) в Португалии, входит в округ Порту. Является составной частью муниципалитета Майа. Находится в составе крупной городской агломерации Большой Порту. По старому административному делению входил в провинцию Дору-Литорал. Входит в экономико-статистический субрегион Большой Порту, который входит в Северный регион. Население составляет 2769 человек на 2001 год. Занимает площадь 3,37 км².
Покровителем района считается Мартин Турский (порт. São Martinho).